# Blepharicera shirakii
Blepharicera shirakii är en tvåvingeart som först beskrevs av Alexander 1922.  Blepharicera shirakii ingår i släktet Blepharicera och familjen Blephariceridae. Inga underarter finns listade i Catalogue of Life.